# Fell, Trier-Saarburg
Fell là một đô thị ở huyện Trier-Saarburg trong bang Rheinland-Pfalz, Đức.
Fell có diện tích 15,73 km2, dân số thời điểm 31 tháng 12 năm 2006 là 2419 người.